# Bataille de Soor
Ne pas confondre avec le Combat de Soor (1866)
Guerre de Succession d'Autriche
Batailles
- Mollwitz (04-1741)
- Chotusitz (05-1742)
- Sahay (05-1742)
- Prague (06/12-1742)
- Dettingen (06-1743)
- Cap Sicié (02-1744)
- 19 mai 1744
- Menin (05/06-1744)
- Ypres (06-1744)
- Furnes (07-1744)
- Fribourg (11-1744)
- Tournai (04/06-1745)
- Pfaffenhofen (04-1745)
- Fontenoy (05-1745)
- Hohenfriedberg (06-1745)
- Melle (07-1745)
- Gand (07-1745)
- Bruges (07-1745)
- Audenarde (07-1745)
- Termonde (08-1745)
- Ostende (08-1745)
- Nieuport (08/09-1745)
- Ath (09/10-1745)
- Soor (09-1745)
- Hennersdorf (11-1745)
- Kesselsdorf (12-1745)
- Culloden (04-1746)
- Mons (06/07-1746)
- Bruxelles (01/02-1746)
- Namur (09-1746)
- Charleroi (07/08-1746)
- Lorient (09/10-1746)
- Rocourt (10-1746)
- Cap Finisterre (1er) (05-1747)
- Lauffeld (07-1747)
- Bergen-op-Zoom (07/09-1747)
- Cap Finisterre (2e) (10-1747)
- Saint-Louis-du-Sud (03-1748)
- 18 mars 1748
- Maastricht (04/05-1748)

Campagnes italiennes
- Combat de Saint-Tropez (06-1742)
- Camposanto (02-1743)
- Villafranca (04-1744)
- Casteldelfino (07-1744)
- Velletri (08-1744)
- Madonne de l'Olmo (09-1744)
- Bassignana (09-1745)
- Josseau (10-1745)
- Plaisance (06-1746)
- Tidone (08-1746)
- Rottofreddo (08-1746)
- Gênes (1er) (12-1746)
- Gênes (2e) (07-1747)
- Assietta (07-1747)

La bataille de Soor eut lieu le 30 septembre 1745 entre les forces prussiennes et austro-saxonnes. Les Prussiens étaient menés par Frédéric II de Prusse, les Autrichiens et les Saxons étaient menés par Charles-Alexandre de Lorraine. 

## Contexte
Trois mois après la bataille de Hohenfriedberg, le prince Charles-Alexandre de Lorraine attaque Frédéric II par surprise alors que celui-ci campe à Staudenz. 
Pour avoir perdu de nombreux détachements pendant la marche en royaume de Bohême, l'effectif des Prussiens se trouve réduit à 22 500 hommes. Charles découvre que Frédéric a négligé d'occuper le Graner-Koppe, une colline au nord de Burkersdorf, qui domine le paysage à l'est et au sud. Il fait aussitôt occuper la position avec sa cavalerie, des mousquetaires, des grenadiers, et 16 canons de gros calibre. Il dispose ensuite le reste de son armée en ligne, vers le sud.

## Bataille
Les Prussiens détectent la présence des Autrichiens. L'effet de surprise sur lequel comptaient les Autrichiens est gâché. Sans leur laisser le temps de s'en remettre, les Prussiens passent immédiatement à l'attaque, malgré la position des Autrichiens. 
Le combat s'engage par une canonnade autrichienne sur les colonnes de cavalerie alors qu'elles passent sous le Graner-Koppe. Ayant survécu au feu, les cavaliers se déploient au nord de la colline.
Les cavaliers du général Buddenbrock donnent l'assaut de l'infanterie ennemie mais reculent sous le feu des mousquets. Le Graner-Koppe était soumis alors aux attaques de l'infanterie. Les grenadiers d'élite marchent jusqu'à la gueule des canons mais sont décimés par la puissance de feu autrichienne. La deuxième ligne continue d'avancer, et parvient à s'emparer de la position, réduisant les canons au silence.
Pendant ce temps, la droite autrichienne est engagée dans sa propre bataille à Burkersdorf, où sous le feu d'une autre batterie, les troupes prussiennes enfoncent le centre autrichien. 
Quand les Autrichiens finissent par abandonner le champ de bataille, Frédéric aura surmonté ce jour-là, la situation la plus fâcheuse et la plus dangereuse de sa carrière. 

## Sources
- (en) Cet article est partiellement ou en totalité issu de l’article de Wikipédia en anglais intitulé « Battle of Soor » (voir la liste des auteurs).